# Héraðsvötn
Le Héraðsvötn est un fleuve situé au nord de l'Islande. Il est formé par la réunion des rivières Austari-Jökulsá et Vestari-Jökulsá. De l'embouchure, jusqu'aux sources, le fleuve a une longueur d'environ 130 km. De la réunion des deux rivières jusqu'au Skagafjörður, la longueur est d'environ 40 kilomètres.